# 西條雅俊
西條雅俊（にしじょう まさとし、1975年3月13日 - ）は、日本の映画監督。長野県長野市出身。日本大学芸術学部映画学科卒業。

## 主な作品
- 『恋鎖』 - 第6回TAMA NEW WAVE高橋陽一郎賞受賞。
- 『土井さんの不幸』 - オムニバス映画「女子女子over8」（2009年3月公開）の1本